# 鄭辰
鄭 辰（てい しん、1385年 - 1444年）は、明代の官僚。字は文枢。本貫は衢州西安県。

## 生涯
鄭仁徳の子として生まれた。1406年（永楽4年）、進士に及第した。1409年（永楽7年）、監察御史に任じられた。1411年（永楽9年）、江西吉安府安福県の民が反乱の計画を告発し、鄭辰が永楽帝の命を受けて安福に赴いて調査すると、誣告の証拠が得られた。1415年（永楽13年）、福建で海外の客が殺人を犯すと、鄭辰が命を受けて赴いた。主犯を処罰するにとどめ、そのほかの従犯は釈放した。1416年（永楽14年）、南京で報恩寺を建立するため、囚人1万人が動員された。変事を起こすのではないかと役夫を誹謗する蜚語があり、鄭辰が調査を命じられた。調査の結果として、蜚語の内容は事実無根と確認され、罪に問われる者は出なかった。谷王朱橞が反乱を計画して、鄭辰が調査を命じられると、その痕跡を全て収集した。永楽帝は「これはまさに国家の耳目の臣かな」と方賓に語った。1418年（永楽16年）、山西按察使として転出し、汚職官僚たちを容赦なく追及弾劾した。1420年（永楽18年）、潞州で盗賊が発生し、官吏が反乱として奏聞したため、永楽帝は討捕の兵を出発させようとした。鄭辰はちょうど入朝していたことから、「民は徭役に苦しんでいるだけであり、兵を発することのないようお願いします」と上奏した。永楽帝はこれを聞き入れた。鄭辰は山西に帰ると、みずから山谷に入って盗賊たちを説得し、良民に戻させた。1421年（永楽19年）、礼部侍郎の蔚綬が山海関の軍に給与する食糧の輸送を担当し、鄭辰は山西の民を率いて荷車を引かせることになった。民の負担が重く、逃亡する者も多かったため、蔚綬は貸金扱いして山西の民衆に償わせることにした。鄭辰は「山西の民は貧しく気が荒いので、ことを急ぐと変事が発生する恐れがあります。負債を緩めるしかありません」と反対した。鄭辰の提言は用いられ、逃亡する者もいなくなった。1423年（永楽21年）、鄭辰は母の喪に服すため、帰郷した。
1426年（宣徳元年）、山西の軍民が御史を訪れて鄭辰の留任を願い出た。御史がこのことを奏聞すると、鄭辰は再び山西按察使となった。1428年（宣徳3年）、南京工部右侍郎となった。のちに工部左侍郎に進んだ。
1435年（宣徳10年）、英宗が即位すると、大臣を分遣して地方官を考査させた。鄭辰は四川・貴州・雲南に赴き、その職務に不相応な者を全て罷免するよう上奏した。雲南布政使の周璟が妻の喪中にもかかわらず、後妻を迎えた。鄭辰が風教を傷つけていると弾劾すると、周璟は罪に問われて罷免された。1436年（正統元年）、ある人が大名府から溝を開いて、諸水を引いて衛河に通じさせれば、灌漑や輸送に利便があるとする意見を提出した。鄭辰が民衆に負担をかけるばかりで利便がないと反論したため、沙汰止みになった。1437年（正統2年）、英宗の命を受けて南畿・河南の飢饉に対して振恤をおこなった。黄河の堤防が決壊すると、鄭辰は英宗の命を受けて修復工事を監督した。1438年（正統3年）、兵部左侍郎に転じた。1439年（正統4年）、豊城侯李彬とともに宣府・大同への食糧輸送をつとめた。鎮守都督の譚広が政令を曲げたため、鄭辰はこれを弾劾した。1443年（正統8年）、風疾のため、辞職を告げて帰郷した。1444年（正統9年）5月5日、死去した。享年は60。